# Manilkara kurziana
Manilkara kurziana  (лат.) — вид двудольных растений рода Манилкара (Manilkara) семейства Сапотовые (Sapotaceae). Текущее таксономическое название опубликовано ботаниками Германом Иоганном Ламом и Бастианом Якобом Д. Мэусе в 1941 году.

## Распространение, описание
Эндемик Мьянмы.
Фанерофит. Нелегитимный таксон Mimusops parvifolia (из синонимики вида) был описан как дерево.

## Синонимы
Синонимичные названия:
- Kaukenia parvifolia Kuntze
- Mimusops parvifolia Kurz nom. illeg.